# Hackenow
Hackenow ist ein bewohnter Gemeindeteil von Alt Tucheband und liegt im Oderbruch. Die Amtsgeschäfte werden durch das Amt Golzow getätigt.

## Geschichte
Bei der ersten urkundlichen Erwähnung 1405 wird von einer wüsten Dorfstätte Hackenow gesprochen, die sich im Besitz der Familie von Schapelow befand. Von 1430 bis 1480 war Hackenow im Besitz derer von Pfuel. Danach war der Johanniter-Orden Eigentümer des Ortes. Hackenow gehörte zur Komturei Lietzen und wurde in dieser Zeit als Vorwerk neu angelegt.
1928 wird der Gutsbesitz Hackenow mit Alt Tucheband vereinigt. 1929 wird der Ort als Ortsteil amtlich genehmigt.